# موش مانداب اسلاگت
موش مانداب اسلاگت (نام علمی: Myotomys sloggetti) نام یک گونه از سرده موش‌های آفریقایی کارو است.